# Nowielice
Nowielice – wieś w północno-zachodniej Polsce, położona w województwie zachodniopomorskim, w powiecie gryfickim, w gminie Trzebiatów, nad rzeką Regą.
Według danych z 28 lutego 2009 wieś miała 375 mieszkańców.
Przez Nowielice przebiega droga wojewódzka nr 109. Odchodzi od niej także droga powiatowa nr 0123Z do Gorzysławia i Bieczyna. Ok. 0,5 km na północny zachód znajduje się wzniesienie Wydrza Góra.
W latach 1946–1998 miejscowość administracyjnie należała do województwa szczecińskiego.

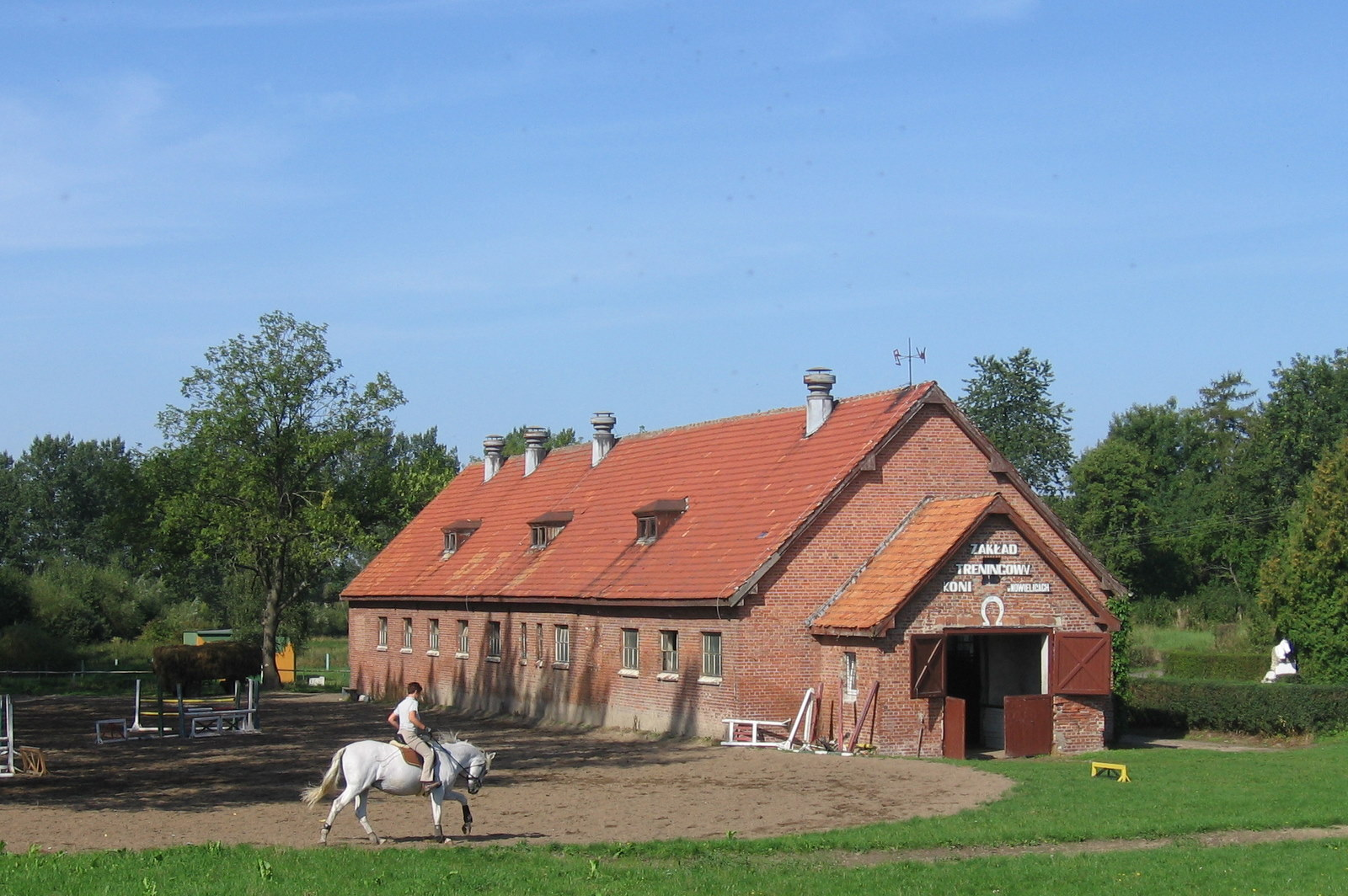
Jeździectwo w Nowielicach

Niegdyś znajdował się tu międzynarodowej rangi ośrodek sportu i turystyki jeździeckiej przy stadninie koni. Stadnina koni funkcjonowała jako Państwowe Gospodarstwo Rolne – Stadnina Koni Nowielice. W 1993 po przekształceniu jako Stadnina Koni Skarbu Państwa Nowielice. Od 1994 do chwili obecnej działa jako Stadnina Koni w Nowielicach Sp. z o.o..
Nadal prowadzone są tu lekcje jazdy konnej, a hodowla koni wciąż rozwija się w stadninie, która obecnie należy do Agencji Nieruchomości Rolnych. Obecnie stadnina hoduje konie szlachetne półkrwi oraz bydło.
Funkcjonuje tutaj klub "Dragon", który prócz sekcji jeździeckiej, posiada też sekcję piłkarską. Zespół w sezonie 2002/03 grał w A-klasie (grupie "Szczecin I").
W Nowielicach znajdują się 2 przystanki autobusowe.
We wsi był przystanek kolejowy Nowielice.

## Przyroda
Na folwarku znajduje się szpaler 100-letnich wiązów, a na dawnym cmentarzu rośnie grupa drzew jesionu wyniosłego.
Od zachodniej części wsi rozciąga się obszar mający znaczenie dla Wspólnoty – Trzebiatowsko-Kołobrzeski Pas Nadmorski. Od zachodu i wschodu Nowielice otacza obszar specjalnej ochrony ptaków "Wybrzeże Trzebiatowskie".

## Społeczność lokalna
Gmina Trzebiatów utworzyła "Sołectwo Nowielice", będące jej jednostką pomocniczą. Obejmuje ono jedynie wieś Nowielice, której mieszkańcy wyłaniają na zebraniu wiejskim sołtysa i 5-osobową radę sołecką. Mieszkańcy Nowielic i wsi Trzebusz wybierają wspólnie 1 radnego do 15-osobowej Rady Miejskiej w Trzebiatowie.
Dzieci z miejscowości uczęszczają do Szkoły Podstawowej Nr 1 im. Jana Kochanowskiego w Trzebiatowie.
| Zakres wieku mężczyzn | Mężczyźni | Kobiety | Zakres wieku kobiet |
| --------------------- | --------- | ------- | ------------------- |
| 0–19                  | 43        | 37      | 0–19                |
| 20–60                 | 133       | 119     | 20–65               |
| powyżej 60            | 12        | 31      | powyżej 65          |
| Razem (Σ)             | 188       | 187     | (Σ) Razem           |

## Ludzie związani z Nowielicami
- Kazimierz Bobik – polski hodowca koni i działacz jeździecki.